# Campeonato Africano de Atletismo de 2018 - Lançamento de martelo masculino
A prova do lançamento de martelo masculino do Campeonato Africano de Atletismo de 2018 foi disputada no dia 4 de agosto, no Estádio Stephen Keshi  em  Asaba,  na Nigéria. 

## Recordes
Antes desta competição, os recordes mundiais e do campeonato nesta prova eram os seguintes:
|                       | Nome             | Nacionalidade   | Distância | Local      | Data                 |
| --------------------- | ---------------- | --------------- | --------- | ---------- | -------------------- |
| Recorde mundial       | Yuriy Sedykh     | União Soviética | 86m 74cm  | Estugarda  | 30 de agosto de 1986 |
| Recorde do campeonato | Mostafa Al-Gamel | Egito           | 79m 09cm  | Marraquexe | 13 de agosto de 2014 |
| Recorde africano      | Mostafa Al-Gamel | Egito           | 81m 27cm  | Cairo      | 21 de março de 2014  |

## Medalhistas
| Ouro                   | Prata               | Bronze                  |
| Mostafa Al-Gamel (EGY) | Islam Mohamed (EGY) | Hassan Abdelgawad (EGY) |

## Cronograma
Todos os horários são locais (UTC+1). 
| Data        | Hora  | Evento |
| ----------- | ----- | ------ |
| 4 de agosto | 16:30 | Final  |

## Resultado final
| Posição           | Atleta            | Nacionalidade | #1    | #2    | #3    | #4    | #5    | #6    | Resultado | Notas |
| ----------------- | ----------------- | ------------- | ----- | ----- | ----- | ----- | ----- | ----- | --------- | ----- |
| Medalha de ouro   | Mostafa Al-Gamel  | Egito         | 69.13 | 71.95 | 73.50 | 71.59 | 70.97 | 68.96 | 73.50     |       |
| Medalha de prata  | Islam Mohamed     | Egito         | 70.32 | 69.24 | x     | 65.94 | x     | 67.87 | 70.32     |       |
| Medalha de bronze | Hassan Abdelgawad | Egito         | 66.70 | 67.74 | 68.17 | 68.35 | 69.69 | 69.90 | 69.90     |       |
| 4                 | Tshepang Makhethe | África do Sul | x     | 67.03 | x     | 68.79 | x     | 68.81 | 68.81     |       |
| 5                 | Chris Harmse      | África do Sul | 66.43 | x     | 67.72 | 68.71 | x     | 66.24 | 68.71     |       |
| 6                 | Allan Cumming     | África do Sul | 62.33 | 66.11 | x     | 67.37 | 65.96 | 65.28 | 67.37     |       |
| 7                 | Dominic Abunda    | Quênia        | 58.60 | 59.47 | 60.62 | 60.08 | 62.57 | 60.39 | 62.57     |       |

Legenda
| Recorde mundial       | Recorde mundial (World record)               |                       | Recorde africano                      | Recorde africano (African) |                                           | Q | Classificado por posição (Qualified) |
| Recorde do campeonato | Recorde do campeonato (Championship record)  | Recorde da América    | Recorde da América (Americas)         | q                          | Classificado por melhor tempo (Qualified) |   |                                      |
| Melhor marca do ano   | Melhor marca do ano (World leading)          | Recorde asiático      | Recorde asiático (Asian)              | DNS                        | Não largou (Did not start)                |   |                                      |
| Recorde nacional      | Recorde nacional (National record)           | Recorde europeu       | Recorde europeu (European)            | DNF                        | Não terminou (Did not finish)             |   |                                      |
| Recorde pessoal       | Recorde pessoal do atleta (Personal best)    | Recorde da Oceania    | Recorde da Oceania (Oceania)          | DSQ / DQ                   | Desclassificado (Disqualified)            |   |                                      |
| Recorde da temporada  | Recorde da temporada do atleta (Season best) | Recorde sul-americano | Recorde sul-americano (South America) | NM                         | Sem marca (No mark)                       |   |                                      |